# El Peral
El Peral – gmina w Hiszpanii, w prowincji Cuenca, w Kastylii-La Mancha, o powierzchni 85,84 km². W 2011 roku gmina liczyła 823 mieszkańców.